# Coppa San Paolo 2014 (pallavolo maschile)
La Coppa San Paolo 2014 si è svolta dal 29 luglio al 2 agosto 2014: al torneo hanno preso parte sei squadre di club brasiliane provenienti dallo Stato di San Paolo e la vittoria finale è andata per la prima volta al Brasil Vôlei Clube.

## Regolamento
La competizione vede le 6 squadre provenienti dallo Stato di San Paolo divise in due gironi da 3 squadre ciascuno, al termine dei quali le prime classificate dei due gironi si affrontano nella finale in gara unica.

## Squadre partecipanti
- BVC
- Rio Claro
- São Bernardo
- Escola do Corpo
- Santo André
- Sesi

## Torneo

### Fase a gironi

#### Gruppo A

##### Risultati
| 29 luglio 2014 Arena Santos, Santos Durata: ? - Spettatori: ? | Santo André  | 0 - 3 | São Bernardo | 23-25, 18-25, 20-25        |
| 30 luglio 2014 Arena Santos, Santos Durata: ? - Spettatori: ? | Sesi         | 3 - 1 | Santo André  | 25-12, 25-17, 23-25, 25-22 |
| 31 luglio 2014 Arena Santos, Santos Durata: ? - Spettatori: ? | São Bernardo | 0 - 3 | Sesi         | 16-25, 11-25, 22-25        |

##### Classifica
| Pos | Squadra      | Pt | G | V | P | SV | SP | Ratio | PF  | PS  | Ratio |
| --- | ------------ | -- | - | - | - | -- | -- | ----- | --- | --- | ----- |
| 1   | Sesi         | 6  | 2 | 2 | 0 | 6  | 1  | 6,000 | 173 | 125 | 1,380 |
| 2   | São Bernardo | 3  | 2 | 1 | 1 | 3  | 3  | 1,000 | 124 | 136 | 0,910 |
| 3   | Santo André  | 0  | 2 | 0 | 2 | 1  | 6  | 0,170 | 137 | 173 | 0,790 |

#### Gruppo B

##### Risultati
| 29 luglio 2014 Ginásio do Taquaral, Campinas Durata: ? - Spettatori: ? | BVC             | 3 - 1 | Rio Claro       | 25-22, 22-25, 25-19, 25-18 |
| 30 luglio 2014 Ginásio do Taquaral, Campinas Durata: ? - Spettatori: ? | Rio Claro       | 0 - 3 | Escola do Corpo | 22-25, 19-25, 20-25        |
| 31 luglio 2014 Ginásio do Taquaral, Campinas Durata: ? - Spettatori: ? | Escola do Corpo | 0 - 3 | BVC             | 16-25, 23-25, 24-26        |

##### Classifica
| Pos | Squadra         | Pt | G | V | P | SV | SP | Ratio | PF  | PS  | Ratio |
| --- | --------------- | -- | - | - | - | -- | -- | ----- | --- | --- | ----- |
| 1   | BVC             | 6  | 2 | 2 | 0 | 6  | 1  | 6,000 | 173 | 147 | 1,180 |
| 2   | Escola do Corpo | 3  | 2 | 1 | 1 | 3  | 3  | 1,000 | 138 | 137 | 1,010 |
| 3   | Rio Claro       | 0  | 2 | 0 | 2 | 1  | 6  | 0,170 | 145 | 172 | 0,840 |

### Fase finale
|  | Finale |      |   |  |
|  |        |      |   |  |
|  | Sesi   | Sesi | 2 |  |
|  | BVC    | BVC  | 3 |  |

#### Finale
| 2 agosto 2014 Arena Santos, Santos Durata: ? - Spettatori: ? | Sesi | 2 - 3 | BVC | 16-25, 25-23, 25-22, 23-25, 8-15 |